# Bitay Árpád (irodalomtörténész)
Bitay Árpád (Budapest, 1896. július 20. – Gyulafehérvár, 1937. november 30.) irodalomtörténész, műfordító. Bitay Ilona művelődéstörténész apja.

## Élete
A kolozsvári, brassói és gyulafehérvári főgimnáziumban tanult, majd az első világháborúban az olasz harctérre került. A háború után jogot tanult Debrecenben és 1923-ban a kolozsvári egyetemen végzett történelem és román szakot.  1920–21-ben a kolozsvári Marianumban tanított. 1923-tól haláláig a Nicolae Iorga által Vălenii de Munte-ban szervezett nyári szabadegyetemen tartott előadásokat a magyar irodalomról és történelemről, a magyar–román kapcsolatról a főleg regáti tanárokból álló hallgatóságnak. 1927-től a berlini és lipcsei egyetemen romanisztikát tanult. 1929 elejétől Gyulafehérváron a római katolikus teológián román nyelvet és irodalmat, valamint latin és német nyelvet tanított.
Az 1931-ben megalakult Iorga-kormányban a miniszterelnökség melletti kisebbségi államtitkárságon lett a magyar osztály vezetője. Ebben a hivatalában a kormány 1932-es bukásáig sikerült rendeznie a magyar háborús rokkantak ügyét, elismertetnie több 1918 előtt kiadott diplomát illetve visszaszereznie az aradi római katolikus főgimnázium nyilvánossági jogát.

## Művei
- A román irodalomtörténet összefoglaló áttekintése, Gyulafehérvár 1922
- Rövid román nyelvtan, különös tekintettel a hangváltozásokra; Marianum, Cluj-Kolozsvár, 1923
- Istoria literaturii române, Kolozsvár, 1924
- Az erdélyi románok a protestáns fejedelmek alatt, Dicsőszentmárton, 1925
- Gyulafehérvár Erdély művelődéstörténetében, Kolozsvár, 1926 (Erdélyi Tudományos Füzetek 4.)
- Erdély jeles katholikus papjai; Bonaventura Ny., Cluj-Kolozsvár, 1926 (A Katholikus Világ könyvei)
- A moldvai magyarság, Kolozsvár, 1926
- Az Erdélyi Róm. Kath. Status gyulafehérvári "Majláth" főgimnáziumának megalakulása, Arad, 1930
- Az Alba Iulia-i római katholikus székesegyház és környéke, Gyulafehérvár, 1936
- Cikkeit az Ellenzék, Erdélyi Irodalmi Szemle, Erdélyi Múzeum, Magyar Kisebbség és a Pásztortűz közölte.

## Műfordításai
- (Románra) Gárdonyi Géza, Jókai Mór, Mikszáth Kálmán és Szigligeti Ede írásai
- Vasile Alecsandri, Ion Creangă, Emil Isac és Nicolae Iorga írásai
- Mark Twain elbeszélései